# NGC 896
NGC 896 est une nébuleuse en émission située dans la constellation de Cassiopée. Cette nébuleuse est une partie de la nébuleuse du Cœur (IC 1805). Elle est constituée de la partie brillante située sur la bordure ouest d'IC 1805. 
NGC 896 a été découverte par l'astronome germano-britannique William Herschel en 1787.